# Museo nazionale del Togo
Il museo nazionale del Togo (in francese Musée national du Togo) è un museo situato nella capitale Lomé. Fondato nel 1975, presenta esposizioni culturali e storiche. Il museo mette in mostra manufatti risalenti a migliaia di anni fa, tra cui strumenti musicali come lo xalam, cesti decorati con conchiglie e zucchine utilizzate per conservare cibo e acqua, vasi di argilla, sculture in legno, vestiti, utensili in metallo e pipe di tabacco.